# ペーメー

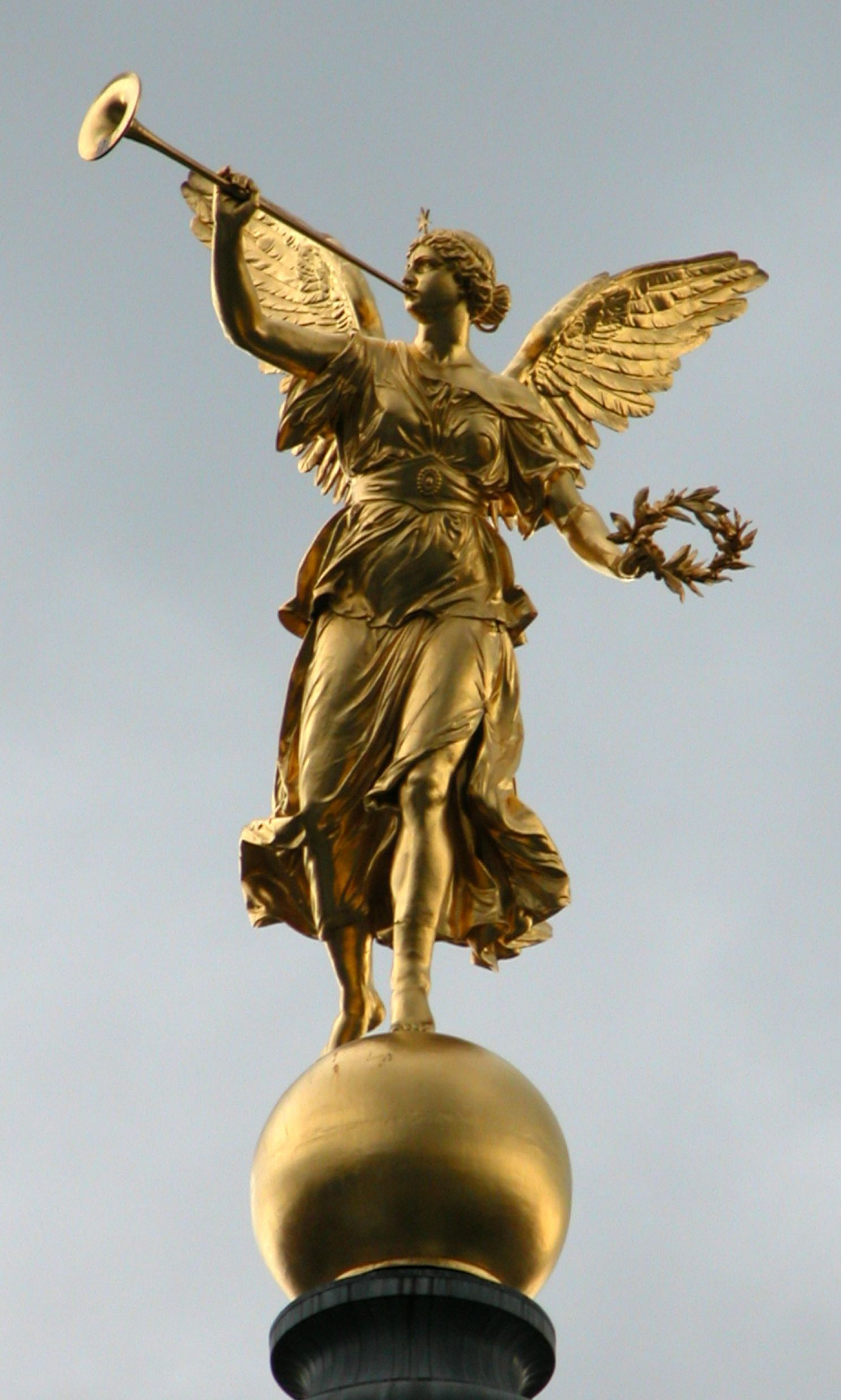
ペーメー/ファーマ

ペーメー（古希: Φήμη, Phēmē）は、ギリシア神話の女神である。長母音を省略してペメとも表記される。「噂 (fame)」や「名声」を人格化した女神で、よい噂を好み、悪い噂には憤る。ガイアまたはエルピスの娘とされ、「会話を始めさせ、発展させる女性」として描かれており、アテナイに神殿があった。ペメは神々や人間の様々な事柄を覗き、見聞きしたことを最初はささやき声で、その後徐々に大きな声で話し、全員が知るまでそれを繰り返したという。
ローマ神話ではファーマ（ラテン語: Fama）に相当する。ウェルギリウスの作品（『アエネーイス』第4巻、180行）や他の文献によれば、ファーマには舌や目や耳がたくさんあり、羽が生えているという。また、彼女は1000の窓がある家に住んでいて、世界中で話されていることを聞き取っているという。ウェルギリウスは、ファーマについて「地面に立つと頭は雲を突きぬけ、小さいことを大きくし、大きなことはさらに大きくする」と記している。